# دان أرئيلي
وُلد دان أرئيلي (بالعبرية דן אריאלי) في 20 أبريل 1967، وهو أستاذ جامعي إسرائيلي في علم النفس والاقتصاد السلوكي في جامعة ديوك، وهو مؤسس مركز الإدراك المتأخر المتقدم، وهو أيضا مؤسس مساعد لكل من كايما Kayma BEworks, وبي ووركس BEworks, وتايمفول Timeful وجيني Genie وشابا Shapa. حظيت محاضرات أرئيلي في تيد بأكثر من 10 ملايين مشاهدة. أرئيلي هو مؤلف كل من الدولارات والشعور Dollars and Sense، وغير المنطقي المتوقع predictably Irrational، والحقيقة الصادقة عن عدم الصدق The Honest Truth about Dishonesty. كانت الكتب الثلاثة ضمن قائمة نيويورك تايمز لأكثر الكتب مبيعا. كتب أرئيلي أيضا نصفي كتابين هما أملاكك غير المنطقية Irrationally Yours (وهي مجموعة مفسرة من عاموده الصحفي في وول ستريت جورنال «اسأل أرئيلي») والإنتاجية Payoff وهو كتاب تيد قصير. شارك أرئيلي في فيلم عدم الصدق (Dis)Honesty: The Truth About lies كمنتج ومشارك في الفيلم أيضا.

## النشأة والعائلة
وُلد دان أرئيلي في نيويورك بينما كان والده يدرس ماجستير إدارة الأعمال في جامعة كولومبيا. هاجرت العائلة إلى إسرائيل وهو في عمر الثالثة. ترعرع دان في رامات هاشارون. في سنته الأخيرة من المدرسة الثانوية، كان نشطا في حركة إسرائيلية شبابية. بينما كان دان يجهز النار لحفلة تقليدية ليلية، انفجرت المواد المشتعلة مسببة حروقا من الدرجة الثالثة في أكثر من 70% من جسده. في كتاباته، وصف أرئيلي كيف قادته هذه الإصابة إلى البحث في «كيفية تقديم العلاج المؤلم واللازم بصورة أفضل إلى المرضى».
رُزق أرئيلي بطفلين هما ابنه أميت وابنته نيتا.

## التعليم والمسيرة المهنية الأكاديمية
تخصص أرئيلي في الفيزياء والرياضيات في جامعة تل أبيب، ولكنه حول إلى الفلسفة وعلم النفس، إلا أنه في السنة الأخيرة أوقف الفلسفة وركز دراسته على علم النفس والذي تحصل فيه على البكالوريوس في 1991. تحصل أرئيلي أيضا على ماجستير في 1994 ودكتوراه في 1996 في علم النفس المعرفي من جامعة كارولينا الشمالية في تشابل هيل. أكمل أرئيلي دكتوراه ثانية في إدارة الأعمال من جامعة ديوك في 1998 تحت حث العالم الفائز بجائزة نوبل في العلوم الاقتصادية دانيال كانمان.
بعد أن تحصل على درجة الدكتوراه، درّس أرئيلي في معهد ماساتشوستس للتكنولوجيا بين عامي 1998 و2008 حيث كان أستاذ ألفريد سلون في الاقتصاد السلوكي في كلية سلوان للإدارة لمعهد ماساتشوستس للتكنولوجيا. في 2008 عاد أرئيلي إلى جامعة ديوك كأستاذ في علم النفس وعلم الاقتصاد السلوكي وفي 2015 أصبح أستاذا جامعيا في ديوك.

## كتب
أرئيلي هو مؤلف كل من الدولارات والشعور Dollars and Sense، وغير العقلاني المتوقع predictably Irrational، والحقيقة الصادقة عن عدم الصدق The Honest Truth about Dishonesty، وقد كانت الكتب الثلاثة ضمن قائمة نيويورك تايمز لأكثر الكتب مبيعا. يوضح أرئيلي دافعه في كتابه الأول قائلا:
عندما سُأل أرئيلي ما إذا كانت قراءة كتاب غير العقلاني المتوقع وفهم قرارات المرء غير العقلانية قد يجعل حياة المرء أسوأ (مثل هزيمة فوائد الإيحاء)، أجاب أرئيلي أنه قد يكون هناك ثمن قصير المدى، ولكن سيكون هناك أيضا فوائد طويلة المدى وأن قراءة كتابه لن تجعل حياة المرء أسوأ بالتأكيد.

## روابط خارجية
- دان أرئيلي على موقع إن إن دي بي (الإنجليزية)